# Kamenná stavebnice

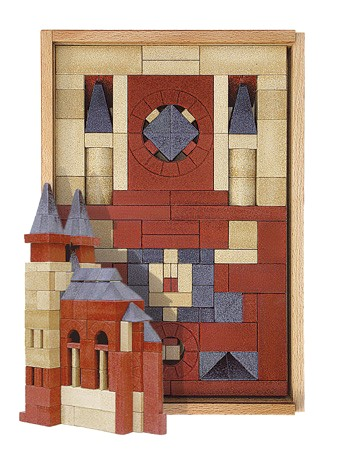
Kamenná stavebnice 6A

Anchor je kamenná stavebnice. Kamenné kostky mají barvu pískovce, cihly a břidlice. Základní rozměr kostky je 25 mm, existují stovky tvarů. Vyrábí se z písku, lněného oleje a křídy.
Kamenné stavby vznikají skládáním kostek na sebe, při stavění platí zásady statiky. Je určena k postavení opravdového  kamenného prostředí, ve kterém si dítě hraje obvykle s figurkami.
Systém stavebnic je tvořen základní stavebnicí číslo 6, k níž existují rozšiřující stavebnice označené písmenem A (6A, 8A, 10A atd. až 28A).

## Plány
Ke každé stavebnici jsou přiloženy historické předlohy, které jsou reprinty původních předloh vydávaných kolem roku 1900. Nové předlohy ke stavbám pro děti s jim blízkými tématy jako jsou hrady, zámky, paláce, pevnosti, věže vznikají v Čechách, jsou však přiloženy pouze k prvním několika stavebnicím.

## Dějiny

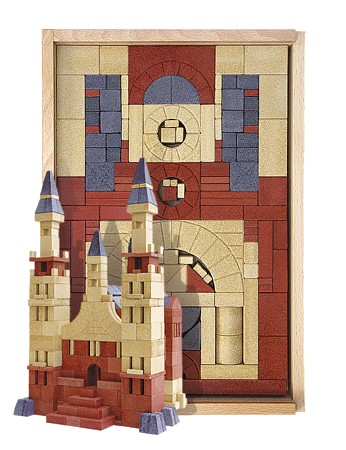
Kamenná stavebnice 10A

V roce 1840 vymyslel německý pedagog Friedrich Wilhelm August Fröbel dřevěné kostky ke stavění pro rozvoj trojrozměrné představivosti dětí a dal podnět ke vzniku dřevěných stavebnic. V roce 1875 vymysleli bratři Gustav a Otto Lilienthalové recepturu na výrobu kamenných kostek, které řešily problém s nestabilitou kostek dřevěných. Patent koupil Friderich Ad. Richter, v roce 1880 zahájil v Rudolstadtu (Německo) výrobu Richterových kamenných stavebnic Anker. Ustavil uměleckou radu výtvarníků tvořících předlohy ke stavbám.
Kamenná stavebnice se prodávala a měla pobočky po celém světě. Postupně byla vytlačována nástupem plastů. Přestala se vyrábět v roce 1963 z rozhodnutí vlády bývalé NDR. V roce 1995 díky skupině nadšenců v čele s profesorem akustiky z vídeňské univerzity Dr. Plenge, za podpory EU, byla znovu zahájena výroba v Rudolstadtu. Od roku 2005 jsou kamenné stavebnice dostupné českým dětem pod názvem Anchor, stavebnice z kamene.